# Яков IV
Яков IV (гэльск. Seumas IV, англ. James IV of Scotland, 17 марта 1473 — 9 сентября 1513) — король Шотландии (1488—1513) из династии Стюартов, первый король эпохи Возрождения в Шотландии. Был шотландским полководцем, воевал с английской династией Тюдоров, несмотря на свою женитьбу на Маргарите Английской. Поддерживал Перкина Уорбека в его притязаниях на английский трон. Погиб в ходе сражения при Флоддене.

## Молодые годы
Яков IV был старшим сыном короля Шотландии Якова III и Маргариты Датской. Сразу после рождения он получил титулы герцога Ротсея, графа Каррика и лорда Каннингема.
В 1488 году пятнадцатилетний Яков стал номинальным лидером мятежа южно-шотландских баронов против своего отца. Королевская армия была разбита восставшими в битве при Сочиберне 11 июня 1488 года, Яков III погиб, спасаясь бегством, и молодой принц взошёл на престол Шотландии под именем Якова IV.
Высшие посты в королевской администрации заняли лидеры мятежа против Якова III — представители родов Хепбернов и Хьюмов. Канцлером Шотландии стал граф Аргайл. Однако доминирование в органах власти узкой олигархии нескольких семей вскоре вызвало недовольство других участников мятежа 1488 года, не получивших свою долю вознаграждения. Это привело в 1489 году к восстанию графа Леннокса, которое хотя и было подавлено королевскими войсками, повлекло за собой ликвидацию олигархического правления и привлечение на королевскую службу более широких слоев дворянства. К 1491 году, когда Яков IV полностью избавился от опеки, уже можно говорить о складывании новой системы королевской власти в стране, основанной на сильной, авторитарной власти короля с опорой на самые широкие слои дворянства.

## Внутренняя политика

### Подчинение Шотландского высокогорья
Установлению сильной центральной власти в Шотландии препятствовало полунезависимое состояние горских кланов западного побережья и Гебридских островов. Яков IV, который по свидетельству современников свободно владел гэльским языком и поощрял искусство гэльских бардов, тем не менее начал последовательную политику подчинения гэльских регионов страны. В 1493 году последний лорд Островов под давлением короля отрекся от власти и уступил свои обширные владения на Гебридах короне. Яков IV предпринял несколько экспедиций на западное побережье страны: от гэльских вождей была получена присяга верности, заново были отстроены существующие и сооружены новые королевские крепости, наиболее беспокойные лидеры были казнены, на острова назначены шерифы и сборщики налогов, вожди кланов стали ответственными перед королём за преступления, совершенные членами их кланов.
Усиление королевской власти на западном побережье не могло не вызвать недовольства гэльских лидеров. В то же время, в 1499—1501 гг. король перепоручил заботу о наведении порядка в шотландском высокогорье графам Аргайлу и Хантли. Этим воспользовались вожди гэльских кланов во главе с Торкилем Мак-Леодом. В 1501 году они освободили Дональда Дуфа («Чёрного Дональда»), последнего представителя рода лордов Островов, который уже 20 лет находился в заключении у графа Аргайла. Выход Дональда на свободу послужил толчком к мощному гэльскому восстанию, охватившему Гебридские острова и северо-западное побережье Шотландии. Лишь ценой значительных усилий и концентрации на Гебридах всего королевского флота и значительной части артиллерии королевским войскам во главе с графом Хантли удалось к концу 1504 года подавить основные очаги сопротивления. Укрепления Торквиля Мак-Леода на острове Льюис пали только в 1506 году, вскоре после этого был вновь захвачен Дональд Дуф.
Подавление восстания 1501—1506 гг. не означало окончательного решения гэльской проблемы. Любое ослабление королевской власти в XVI веке использовалось вождями горских кланов для возобновления волнений и усобиц. В то же время резко усилилось влияние королевских агентов в горных регионах — графов Аргайла и Хантли, что позволило им в дальнейшем играть важные роли в шотландской политике.

### Церковная политика
В отношении церкви Яков IV продолжал политику своих предшественников, направленную на усиление королевской власти в церковных делах. Яков IV фактически узурпировал право папы римского назначать епископов и других должностных лиц в церковной иерархии и решительно вмешивался в организационные вопросы шотландской церкви. Так, в 1492 году, по инициативе короля в Глазго было создано второе шотландское архиепископство. Брат короля, двадцатилетний Джеймс, герцог Росский, в 1497 году стал архиепископом Сент-Эндрюсским, а после его смерти в 1504 году архиепископом был избран одиннадцатилетний незаконный сын Якова IV Александр Стюарт. Это означало полное подчинение главной церковной кафедры Шотландии королю и концентрацию церковных доходов в руках Якова IV. Переход церкви под контроль королевской власти вместе с повсеместным распространением непотизма и симонии резко подорвали позиции католической церкви в Шотландии.

### Финансовое состояние и административные реформы
В период правления Якова IV резко увеличилось количество городов и местечек в Шотландии, что свидетельствует об оживлении внутренней торговли. Однако в целом шотландские города и торговля оставались на достаточно низком уровне развития. Доходы казны от таможни едва достигали трети таможенных поступлений эпохи правления Давида II. Усиление королевской власти также привело к ограничению городского самоуправления: налоги часто собирались без согласия горожан как сословия, города были включены в единую королевскую судебную систему.
В отличие от своего отца, Яков IV активно занимался вопросами правосудия и наведения порядка в стране. Упорядочение судебной системы Шотландии, предпринятое королём, позволило значительно увеличить поступления в государственную казну от штрафов, судебных платежей и продаж помилований. Также временному улучшению финансового состояния страны способствовало расширение королём практики раздачи земель в наследственную аренду с фиксированной арендной платой («фью-фарминг»). Но львиную часть доходной части бюджета страны приносили взносы и другие платежи королю шотландской церкви, поставленной Яковом IV под полный контроль государства.
Усиление королевской власти в период правления Якова IV привело также к падению значения парламента — его созыв перестал быть регулярным, а после 1509 года вообще прекратился. Место парламента занял тайный совет и собственно королевский двор. Именно в ближайшем окружении короля теперь стали формироваться основы внутренней и внешней политики государства. Яков IV активно раздавал графские титулы, обеспечив тем самым поддержку среднего дворянства. Высшая знать была полностью подчинена королю.

## Внешняя политика

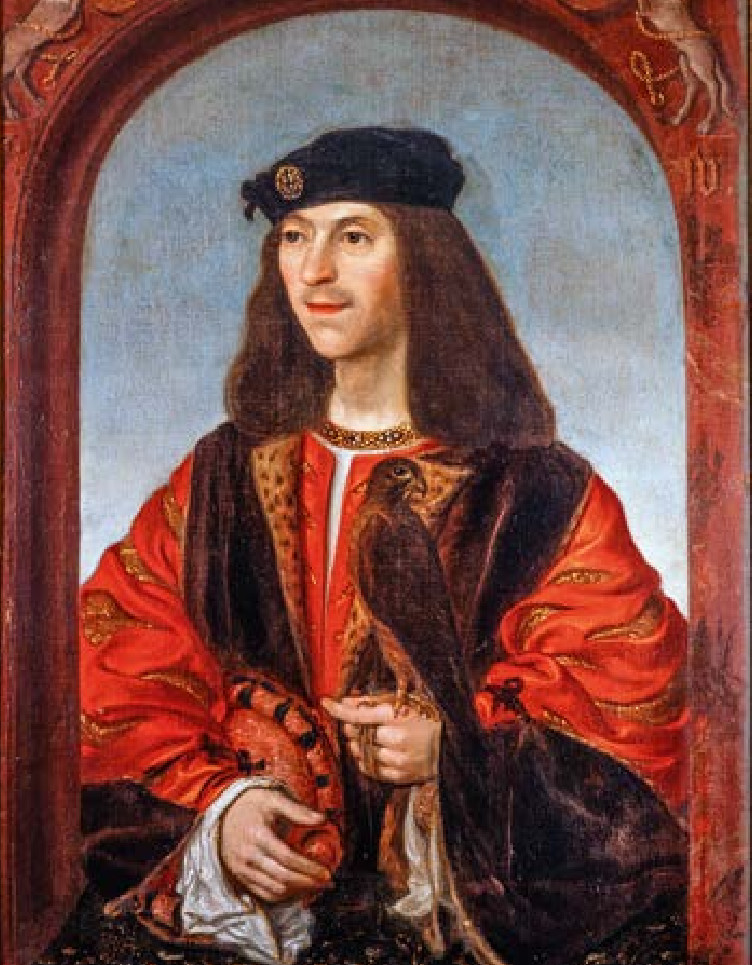
Портрет работы неизвестного художника

С начала правления Якова IV отношения между Шотландией и Англией, юридически продолжающих находиться в состоянии перемирия, оставались достаточно напряженными: шла необъявленная полупиратская война на море, в 1492 году был возобновлён антианглийский союз с Францией, в 1495 году Яков IV оказал поддержку Перкину Уорбеку, выдающему себя за чудом спасшегося Ричарда Йоркского, младшего сына короля Эдуарда IV. Однако военные действия, предпринятые в поддержку претендента на английский престол в 1496—1497 годах, не увенчались успехом. Неудачи, однако, не обескуражили Якова IV: испытывающий внутренние трудности король Англии Генрих VII не смог решительно ответить на шотландские набеги, что породило у Якова иллюзию собственной военной силы. Это в конце правления короля повлечет катастрофические последствия для страны.
Решение англо-шотландских противоречий король Яков IV стал искать в возможном династическом союзе. Вообще, центральным вопросом внешней политики короля была проблема его женитьбы. Ещё в 1474 году годовалый принц был обручен с дочерью английского короля Эдуарда IV Сесилией, однако после войны 1480—1482 годов помолвка была разорвана. В 1492 году король пытался добиться руки инфанты Испании, предлагая в ответ разорвать союз с Францией. С конца 1490-х годов Яков IV стал добиваться руки старшей дочери Генриха VII Маргариты Тюдор. Англо-шотландские переговоры по этому поводу завершились подписанием 24 января 1502 года брачного соглашения, который сопровождался первым с 1328 года мирным договором между двумя британскими государствами. 8 августа 1503 года состоялась свадьба Якова IV и Маргариты Тюдор. Этот брак через 100 лет обеспечит правнуку Якова IV английский престол.
Будучи по материнской линии потомком датских королей, Яков IV поддерживал тесный союз с Данией, а в 1502 году даже оказал поддержку шотландским флотом в борьбе короля Дании с восставшими шведами. Династический союз с Англией не привел к разрыву отношений с Францией: ещё в 1492 году был возобновлен франко-шотландский союз, а в 1499 году сложился блок Франции, Дании и Шотландии.
Широкая дипломатическая активность Якова IV и рост престижа шотландского флота позволили увеличить влияние Шотландии в европейской политике. До смерти Генриха VII (1509 года) Шотландия не имела иностранных противников, зато обладала многочисленными союзниками.

## Королевский двор и влияние Возрождения

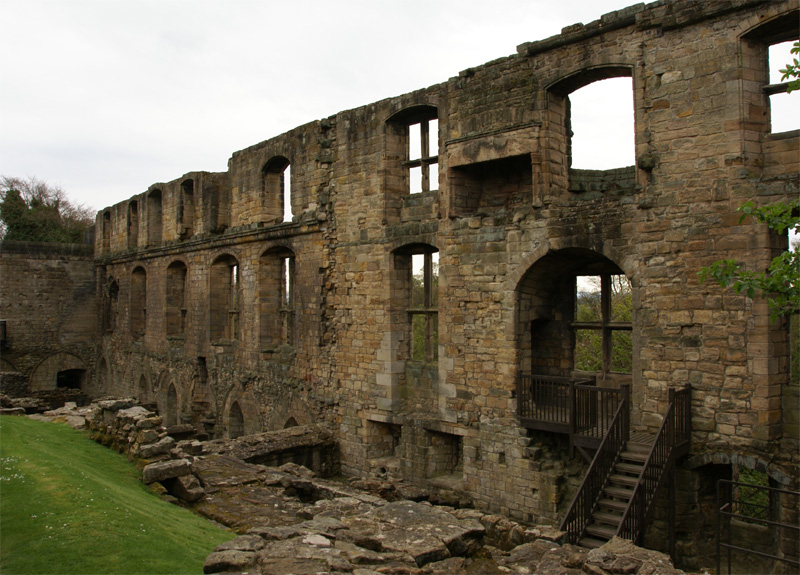
Развалины резиденции Якова IV — Данфермлинского дворца.

Якова IV отличала от своих предшественников его кипучая энергия: он неустанно занимался правосудием, постоянно разъезжал по стране, обеспечивая тем самым личный контакт своих подданных с королём, поддерживал традиции рыцарства и активно занимался меценатством и благотворительностью. По словам испанского посла при дворе Якова IV, король владел, помимо английского, шотландского и гэльского, французским, латынью, немецким, фламандским и испанским языками. При дворе короля играли гэльские барды и итальянские музыканты, работали французские алхимики и фламандские оружейники, расцвели таланты первых крупных шотландских поэтов — Роберта Генрисона, Уильяма Данбара, Гэвина Дугласа.
Именно при Якове IV в Шотландию начинает проникать влияние итальянского Возрождения. Это ощущалось не только при дворе, но и по всей стране: средневековые замки стали вытесняться облегчёнными по конструкциями позднеготическими дворцами, резко возросла популярность искусств и образования. Уже в 1496 году королём было введено обязательное начальное образование для старших сыновей дворян. В 1495 году в Абердине был основан третий в Шотландии университет. Сын короля, Александр Стюарт, был послан на обучение в Италию, где ему преподавал сам Эразм Роттердамский. Яков IV поощрял развитие медицины и алхимии. Впервые была развернута широкая программа строительства флота. Королевское судно «Михаил», спущенное на воду в 1511 году, считалось крупнейшим кораблём Европы.

## Флодденская катастрофа
Период относительного благополучия и процветания королевства продолжался недолго. В 1509 году скончался миролюбивый Генрих VII и на английский престол вступил его воинственный сын Генрих VIII. Англо-шотландские отношения осложнились тем фактом, что жена Якова IV Маргарита Тюдор стала наследницей престола Англии. Участились стычки между английскими и шотландскими моряками. В 1512 году был возобновлен союз Шотландии и Франции, причем каждая из сторон обязалась вступить в войну с Англией в случае её нападения на другую. Генрих VIII вступил в Священную лигу против Франции, и в 1513 году английские войска высадились на французском побережье. В ответ Яков IV выслал свой флот на помощь Франции и объявил о мобилизации ополчения. 22 августа 1513 года шотландские войска пересекли английскую границу и захватили крепости Норхэм, Итал и Уарк. Навстречу шотландцам двинулись войска Томаса Говарда, графа Суррея. 9 сентября 1513 года в битве при Флоддене шотландская армия была полностью разбита, король Яков IV, его внебрачный сын архиепископ Александр и множество видных шотландских дворян погибли на поле боя.

## Семья
В 1503 году король Яков женился на Маргарите Тюдор, дочери Генриха VII, короля Англии, и Елизаветы Йоркской. У них было шестеро детей, из которых лишь один сын достиг совершеннолетия:
1. Джеймс (1507—1508)
2. мертворождённая дочь (1508)
3. Артур (1509—1510)
4. Яков V (1512—1542), король Шотландии (с 1513)
5. мертворождённая дочь (1512)
6. Александр (1514—1515)

### Внебрачные дети
У Якова также было несколько внебрачных детей от четырёх разных любовниц; известно, что пятеро детей достигли совершеннолетия:
От Мэрион Бойд:
- Александр Стюарт (ок. 1493—1513), будущий архиепископ Сент-Эндрюсский.
- Кэтрин Стюарт (ок. 1495—1554), вышла замуж за Джеймса Дугласа, 3-го графа Мортона.

От леди Маргарет Драммонд:
- Маргарет Стюарт (ок. 1498 — ?), была замужем последовательно за Джоном Гордоном, лордом Гордон, и сэром Джоном Драммондом из Инерпефри.

От Джанет Кеннеди:
- Джеймс Стюарт (до 1499—1544), граф Морей.

От Изабеллы Стюарт, дочери Джеймса Стюарта, 1-го графа Бьюкен:
- леди Джейн Стюарт (1502—1562), любовница короля Франции Генриха II

## В кино
- «Испанская принцесса» — режиссёры Эмма Фрост, Мэттью Грэм, Колин Кэллендер (Великобритания, 2019—2020), в роли Якова IV — Рэй Стивенсон.